# 二段跳
二段跳（Double jump，或稱空中跳），是電子遊戲中的一種技能名稱，指遊戲角色在跳躍到空中後，還能在空中執行多一次跳躍的能力。二段跳最早出现在1984年南夢宮发行的街机游戏《屠龍戰記》，此後這一機制便迅速普及開來。

## 解釋
在現實世界中，人在跳躍之後很難在空中改變自己的運動軌跡，因為腳下的空氣密度難以為二段跳施行者提供反作用力。然而在電子遊戲中，尤其是動作遊戲或對戰型格鬥遊戲，常常會出現二段跳的設計，允許角色跳躍後在空中再次跳躍，從而擴展了角色的動作可能性。
在採用此設計的動作遊戲中，玩家往往必須掌握二段跳，否則便無法推進遊戲。例如，角色可能需要靠二段跳才能登上普通跳躍無法到達的高處，或者一次跳躍取得懸空在陷阱之上的物品後，再利用二段跳返回地面。
因著各遊戲的需求和特點，有些遊戲甚至採用了在二段跳之後仍可再次起跳的「三段跳」設計，乃至「無限跳」。不過，若允許角色無限制地在空中跳躍，會破壞遊戲平衡、降低難度。因此，多數遊戲會將空中跳躍的次數限制在二段或三段之內。

## 參看
- 三角跳（墻上跳）